# صاحب زادة یعقوب خان
الفريق صاحب زادة يعقوب علي خان الحائز على وسام مدني باكستاني (بالأردية: صاحبزادہ یعقوب خان؛ من مواليد 23 ديسمبر 1920-26 يناير 2016) كان سياسيًا ودبلوماسيًا وشخصية عسكرية وداعية سلام ولغويًا وجنرالًا متقاعدًا في الجيش الباكستاني.
ولد ضمن طبة نبلاء هندية، وتلقى تعليمه في إنجلترا وفي الكلية العسكرية الهندية في دهرادون، ثم في الأكاديمية العسكرية الهندية، وخدم أثناء الحرب العالمية الثانية كضابط في فوج الفرسان الثامن عشر في الجيش الهندي البريطاني. وبعد تقسيم الهند البريطانية في عام 1947، اختار باكستان وانضم إلى الجيش الباكستاني حيث شارك في الحرب الهندية الباكستانية عام 1965. وكان قائد القيادة الشرقية للجيش في باكستان الشرقية. وجرى تعيينه حاكمًا لباكستان الشرقية بين عامي 1969 و1971 لكنه استدعي إلى باكستان بعد أن قدم استقالته وسط اضطرابات أهلية. وفي عام 1973 انضم إلى السلك الدبلوماسي وعُين سفيرًا لباكستان في الولايات المتحدة، ثم ارتقى إلى منصب وزير الخارجية، وخدم في عهد الرئيس ضياء الحق في عام 1982.
لعبت الفترة التي قضاها كوزير للخارجية دورًا رئيسيًا في التدخل السوفيتي في أفغانستان (1979-1989) وشارك في المفاوضات لإنهاء جماعات الكونترا في نيكاراغوا (1981-1987) نيابة عن الأمم المتحدة. وفي التسعينيات من القرن العشرين شغل منصب مسؤول الأمم المتحدة للصحراء الغربية حتى أعيد تعيينه وزيرًا للخارجية في عهد رئيسة الوزراء بينظير بوتو. وبعد تقاعده من السلك الدبلوماسي عام 1997، أمضى سنواته المتبقية في إسلام آباد وتوفي في إسلام آباد عام 2016.

## سيرته

### شبابه والحرب العالمية الثانية

#### أيامه المبكرة
ولد محمد يعقوب علي خان في عائلة ملكية هندية تُعرف باسم فرع أسرة روهيلا في رامبور في ولاية أتر برديش، الإمبراطورية البريطانية الهندية في 23 ديسمبر عام 1920. كما أنه كان قريبًا لعائلة نواب من كاسور في البنجاب.
كان والده السير عبد الصمد خان أرستقراطيًا وسياسيًا شغل منصب رئيس وزراء رامبور، وممثل الهند البريطانية في عصبة الأمم.
تلقى تعليمه في كلية راشتريا العسكرية الهندية في دهرادون، ثم في الأكاديمية العسكرية الهندية وحصل على منصب في الجيش الهندي البريطاني في عام 1940 وألحق بسلاح الفرسان الثامن عشر للملك إدوارد.

#### المشاركة في الحرب العالمية الثانية وأسره في الحرب
في مسيرته العسكرية شهد المعارك خلال الحرب العالمية الثانية وخدم في حملة شمال أفريقيا حيث كان ملحقًا بسلاح الفرسان الثامن عشر للملك إدوارد في أبريل عام 1942. وجرى أسره في شمال أفريقيا في مايو عام 1942. وفي سبتمبر عام 1943 هرب من معسكر سجن الحرب الإيطالي بّي. جي في أفيتسانو (مع ضابطين هنديين أخرين)، وبقي طليقًا لمدة أربعة إلى خمسة أشهر في محاولة للتحرك جنوبًا إلى خطوط الحلفاء، ولكن جرى القبض عليهم بعد ذلك من قبل القوات الألمانية التي وضعته في معسكر أسرى الحرب في ألمانيا حتى أبريل عام 1945 عندما أطلق جنود الجيش الأمريكي سراحه. وخلال الفترة التي قضاها في الحجز الألماني تعلم اللغات من خلال التفاعل مع زملائه السجناء وقراءة الأدب بهذه اللغات.

### العودة إلى الهند والتقسيم
عند عودته إلى الهند في عام 1945 جرى اختياره كمعاون للمشير اللورد ويفل برتبة رائد في الجيش. وبعد سماعه نبأ تقسيم الهند وإنشاء باكستان قرر اختيار باكستان، وجرى اختياره في البداية كمساعد لمحمد علي جناح أول حاكم عام لباكستان. وكان آنذاك الملازم إس. م. أحسن مرافقًا شخصيًا بناءً على طلب اللورد مونتباتن، وكان يعقوب قائدًا للحارس الشخصي للحاكم العام لأول حاكم عام حتى عام 1948. وفي الفترة 1948-1949 التحق بدورة قصيرة مدتها سنة واحدة في كلية القيادة والأركان في كويته وتخرج بدرجة ضابط أركان.
في عام 1951 خدم في المخابرات العسكرية برتبة مقدم، وقاد التمهيدات إلى الفرع التحليلي لوكالة الاستخبارات الباكستانية لمعرفة مكان وجود الجيش الهندي، لكن قيل إنه كافح من أجل تقديم معلومات استخباراتية واقعية وفرها لوكالة الاستخبارات الباكستانية.
تولى قيادة سلاح الفرسان الحادي عشر للأمير ألبرت (قوة الحدود)، الفيلق المدرع من ديسمبر عام 1952 حتى أكتوبر عام 1953.
جرت ترقيته إلى رتبة عقيد في عام 1953 وذهب إلى باريس في فرنسا لارتياد المدرسة العسكرية الخاصة الشهيرة في سان سير حيث تخرج عام 1954.
عند عودته إلى باكستان جرت ترقيته إلى رتبة عميد في عام 1955 حيث عمل كمدرس رئيسي في كلية القيادة والأركان.

### التعيينات في هيئة الأركان والحرب: 1960–1969
في عام 1958 جرى تعيينه نائبًا لرئيس الأركان العامة في القيادة العامة للجيش، ثم أصبح قائدًا لكلية القيادة والأركان في كويته عام 1960. وفي عام 1960 رُقي إلى رتبة لواء وقاد الفرقة المدرعة الأولى من المدرعات. وقيل إن لديه صورة للمشير إرفين روميل في مكتبه. وكقائد مدرع رتب دورة في الفلسفة حول عقيدة بانزر لتثقيف الفرقة المدرعة حول معارك الدبابات واستراتيجياتها.
شارك في الحرب ضد الهند عام 1965، حيث تولى قيادة فرقته المدرعة الأولى. وساعد في تطوير التخطيط التشغيلي لنشر حرب المركبات المدرعة ضد تقدم الجيش الهندي في البنجاب وقدم وجهات نظره في القيادة العامة للجيش، وبعد فترة وجيزة أصبح مديرًا عامًا للعمليات العسكرية (دي جي إم أو) وقد عينه الجنرال موسى خان، وأدار جميع أشكال العمليات البرية خلال حرب عام 1965 ضد الهند.
بعد الحرب عُين رئيسًا للأركان العامة في القيادة العامة للجيش تحت قيادة قائد الجيش العماد يحيى خان في عام 1966 وبقي حتى عام 1969.

### باكستان الشرقية: مستشار عسكري وحاكم (1969-1971)
في عام 1969 عُين الفريق يعقوب خان قائدًا للقيادة في باكستان الشرقية في دكا من قبل الرئيس يحيى خان وساعد في تقييم تناوب القيادة للجيش الشرقي، وسرعان ما عُين حاكمًا لباكستان الشرقية حيث بدأ تعلم اللغة البنغالية وأصبح معتادًا على الثقافة البنغالية، وكان يحظى باحترام كبير من قبل ضباط الجيش الباكستانيين الشرقيين بسبب موقفه واحترافه وقيل إنه محبوب جدًا ومحترم في الشرق.
كان معروفًا بكونه ضابطًا عسكريًا غير عادي يعرف جيدًا «حدود القوة»، ولم يؤمن باستخدام القوة الغاشمة لتسوية الخلافات السياسية. وفي الأعوام 1969-1971 عمل مع الأدميرال أحسن في تقديم المشورة لإدارة يحيى في محاولة لحل الوضع وقيّد بشكل صارم اقتراح استخدام القوة العسكرية في المحافظة.
في اجتماع مجلس الوزراء كان في كثير من الأحيان شرسًا وقاوم بشدة استخدام الخيار العسكري، لكنه كان محترمًا في الجيش بسبب فهمه للقضايا البنغالية والذي وصفه زملاؤه في كثير من الأحيان بأنه «بنغالي». وفي عام 1970 نسق بشكل ملحوظ عمليات الإغاثة عندما ضرب إعصار كارثي الدولة واكتسب هيبة لجهوده في البلاد.
في عام 1971 شارك في بعثة الطوارئ وتقصي الحقائق في المنطقة، والتي عُرفت باسم بعثة أحسن - يعقوب، لحل المأزق السياسي بين باكستان الشرقية وباكستان حيث قال الرجلان إن «الإجراءات العسكرية لن تغير الأوضاع السياسية».
في مارس عام 1971 علم بشائعات عن عمل عسكري ضد الباكستانيين الشرقيين وأرسل إشارات عسكرية إلى الرئيس يحيى خان في إسلام آباد بعدم استخدام الحل العسكري لأنه يخشى التدخل الهندي. وبعد استقالة الأدميرال أحسن أتاه أمر باستخدام القوة العسكرية ضد التحريض المدني بقيادة رابطة عوامي لكنه رفض تنفيذ هذا الأمر وقدم استقالته ليجري إرسالها إلى باكستان، وكانت استقالته في ضوء مقاومة الأوامر العسكرية وأكد بشدة للرئيس يحيى أن «الحل العسكري غير مقبول».
وتعليقًا على الوضع أكد يعقوب أن: «[الرئيس] يحيى حرص أيضًا على فرض الأحكام العرفية «بشكل مفتوح» ليعيد الوضع كما كان عام 1969». وقدم احتجاجًا شديدًا على الحل العسكري. وأكد أن «الحكومة المركزية فشلت في الاستماع إلى أصوات مواطنيها في الشرق».
جرت إعادته إلى باكستان، والتحق بأركان الجيش العام وشارك في حرب الشتاء ضد الهند في عام 1971 دون قيادة أي مهمة وتقاعد من الجيش بعد الحرب أيضًا في عام 1971.